# Taras-Schewtschenko-Opernhaus
Das Taras-Schewtschenko-Opernhaus (ukrainisch Національна опера України імені Тараса Шевченка Nazionalna opera Ukrajiny imeni Tarassa Schewtschenka) ist ein Opernhaus in Kiew. 1992 erhielt das Haus des Status einer Nationaloper.

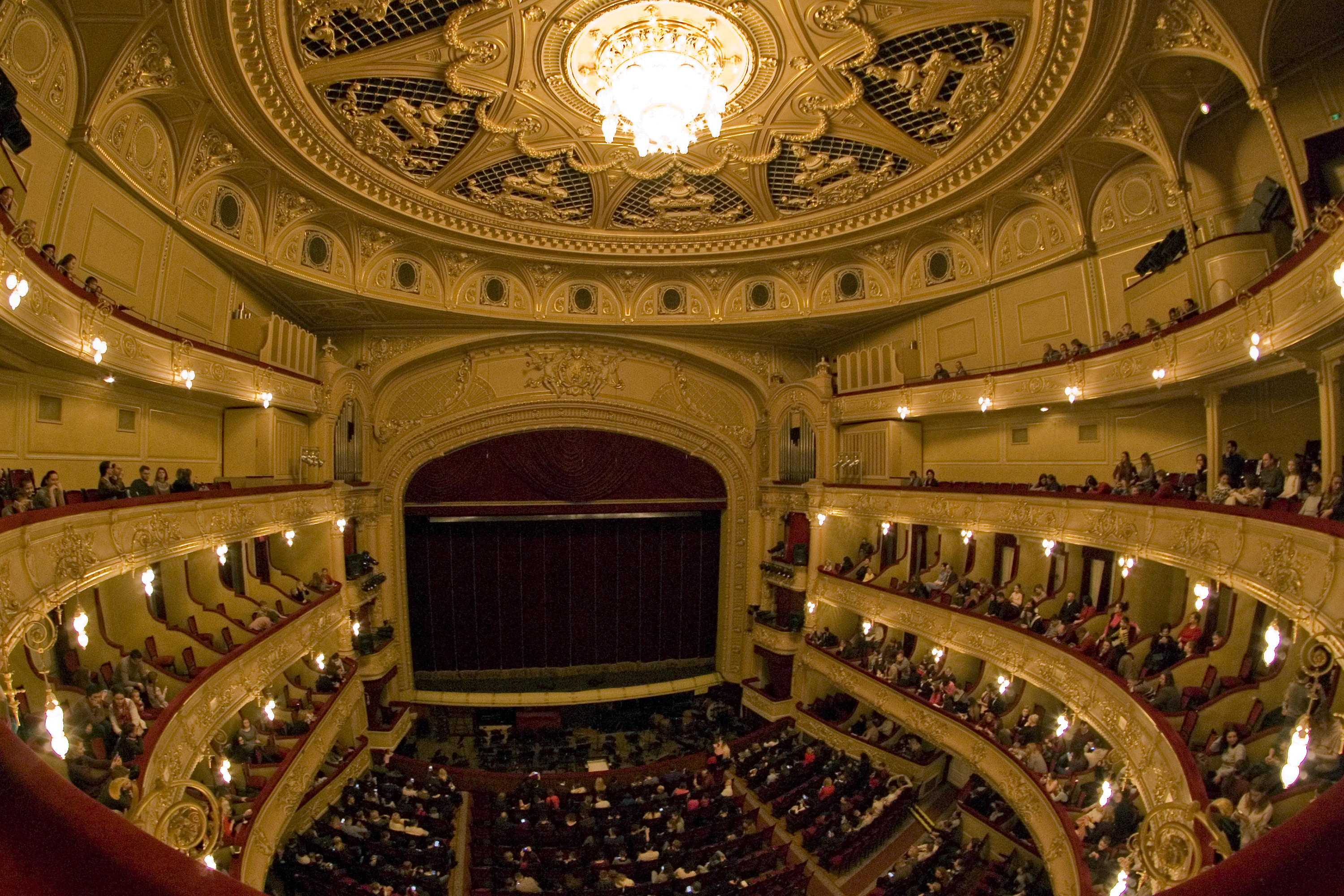
Zuschauerraum

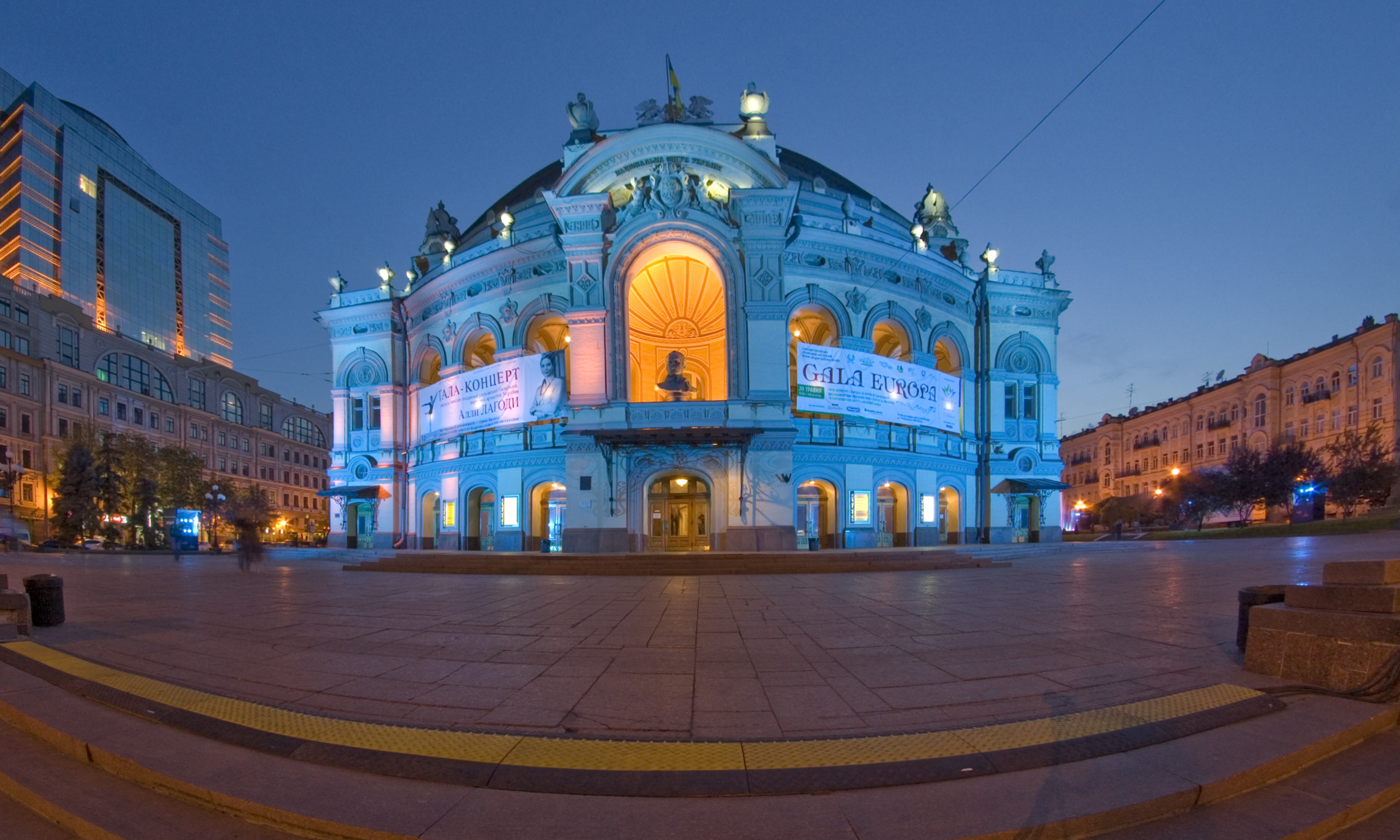
Frontansicht der Oper

Bereits seit 1867 waren im Kiewer Stadttheater regelmäßig Opern und Ballette aufgeführt worden, das Jahr 1867 gilt dann auch heute als Gründungsjahr der Kiewer Oper. Nachdem 1896 das alte Theatergebäude abgebrannt war, wurde 1898 bis 1901 ein neues Stadttheater im Stil des Rationalismus, des Barock und der Neoromanik errichtet. Die Fassade wurde im Stil der Neorenaissance reich verziert. Baumeister war Viktor Schröter. Eingeweiht wurde das Haus im September 1901 mit der Oper Ein Leben für den Zaren von Michail Glinka. Zum Zeitpunkt der Einweihung galt das Haus als das russische Theater mit der größten und modernsten Bühne. Neben einheimischen Stücken wurden stets auch Werke ausländischer Autoren und Komponisten gespielt.
Der russische Premierminister Pjotr Stolypin wurde am 14. September 1911 bei einem Besuch der Oper von zwei Pistolenschüssen in die Brust getroffen und schwer verwundet. Er verstarb vier Tage später.
Seit 1939 trägt das Haus den Namen von Taras Schewtschenko, dessen Büste auch über dem Portal angebracht wurde. Den Zweiten Weltkrieg überstand das Gebäude ohne größere Schäden. 1988 wurde das Opernhaus renoviert, die Bühne wurde nochmals vergrößert. Im Innenraum finden nun bis zu 1650 Besucher Platz.